# Représentations diplomatiques en Namibie

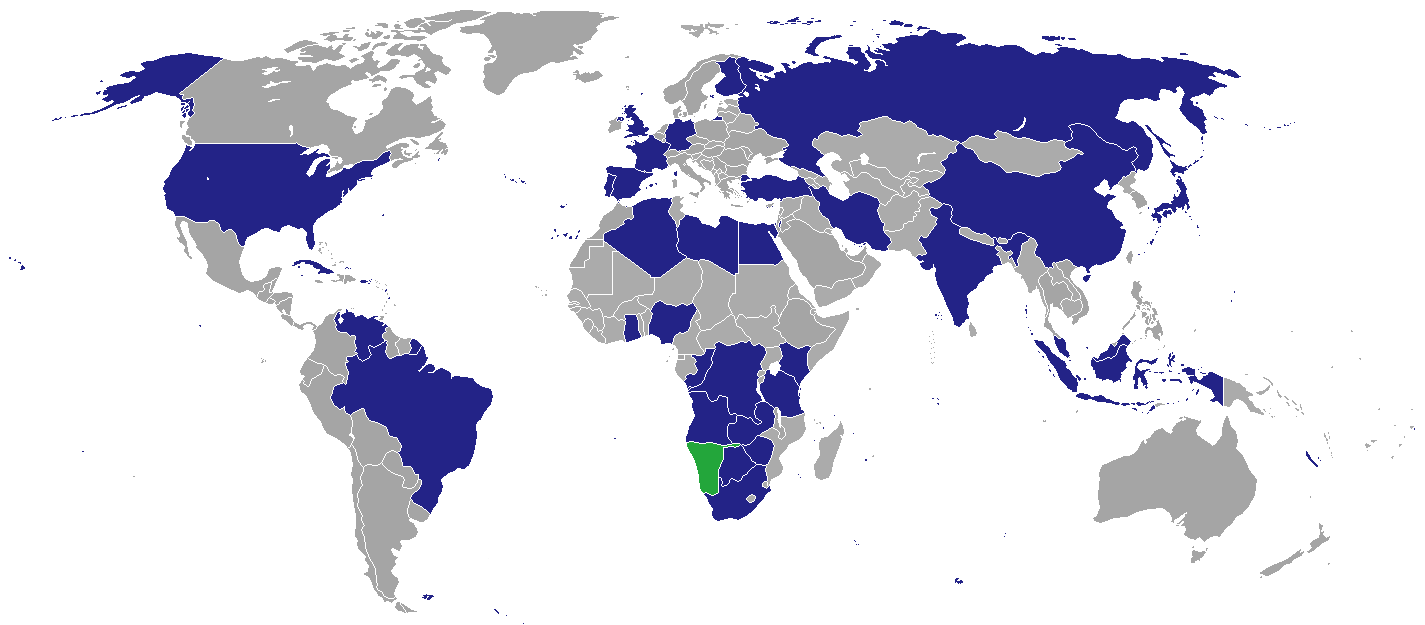
Carte des représentations diplomatiques en Namibie

Ceci est une liste des représentations diplomatiques en Namibie. À l'heure actuelle, la capitale, Windhoek, abrite 32 ambassades et hauts-commissariats.

## Ambassades et hauts-commissariats
| - Afrique du Sud - Algérie - Allemagne - Angola - Palestine - Botswana - Brésil - Chine - Cuba - Égypte - Espagne - États-Unis - Finlande - France - Ghana - Inde - Indonésie | - Iran - Japon - Kenya - Libye - Malaisie - Nigeria Ordre de Malte - Portugal - République démocratique du Congo - République du Congo - Russie - Turquie - Royaume-Uni - Venezuela - Zambie - Zimbabwe |

## Missions
- Union européenne (Délégation)

## Consulats généraux

### Oshakati
- Angola[1]

### Rundu
- Angola[1]

## Ambassades et hauts-commissariats non résidents
Résident à Pretoria, sauf indication contraire
| - Arabie saoudite (Lusaka) - Argentine - Australie - Autriche - Bangladesh - Belgique - Bénin - Biélorussie - Bulgarie - Burkina Faso - Burundi - Cameroun (Addis-Abeba) - Canada - Chili - Chypre - Colombie - Corée du Nord - Corée du Sud (Luanda) - Croatie - Cuba - Danemark - Émirats arabes unis - Eswatini - Éthiopie - Gambie - Grèce - Guinée (Luanda) - Guinée équatoriale (Luanda) - Hongrie - Irlande (Lusaka) - Israël - Italie - Koweït - Lesotho - Liberia - Lituanie - Madagascar - Malawi - Mali | - Malte (La Valette) - Mauritanie - Mexique - Mozambique - Nouvelle-Zélande - Norvège - Ouganda - Pakistan - Panama - Paraguay - Pays-Bas - Philippines - Pologne - Qatar - République arabe sahraouie démocratique (Luanda) - République centrafricaine - Tchéquie - Roumanie - Rwanda - Serbie - Singapour - Slovaquie - Soudan - Soudan du Sud - Sri Lanka - Suède - Suisse - Tanzanie - Tchad - Thaïlande - Togo (Kinshasa) - Trinité-et-Tobago - Tunisie - Ukraine - Uruguay - Vatican - Viêt Nam - Yémen (Addis Ababa) |

## Anciennes ambassades
- Islande
- Malawi
- Mexique